# Stepan Kryschaniwskyj
Stepan Andrijowytsch Kryschaniwskyj (ukrainisch Степан Андрійович Крижанівський, russisch Степан Андреевич Крыжановский Stepan Andrejewitsch Kryschanowski; * 26. Dezember 1910jul. / 8. Januar 1911greg. in Nowyj Buh, Gouvernement Cherson, Russisches Kaiserreich; † 17. Juli 2002 in Kiew, Ukraine) war ein ukrainisch-sowjetischer Dichter, Übersetzer, Literaturwissenschaftler und Folklorist.

## Leben
Stepan Kryschaniwskyj war seit 1934 Mitglied des Schriftstellerverbandes der Ukraine und absolvierte 1940 die Universität Charkiw. Nach dem Studium zog er nach Kiew, wo er eine Anstellung am Taras-Schewtschenko-Institut für Literatur der Akademie der Wissenschaften der USSR erhielt. Zwischen 1941 und 1945 nahm er als Soldat der Roten Armee, zuletzt im Range eines Majors, am Großen Vaterländischen Krieges teil. 1949 wurde er wieder am Taras-Schewtschenko-Institut für Literatur tätig und blieb dem Institut in führenden Positionen bis 1987 treu. 1962 wurde er Doktor der Philologie und 1963 Professor.
Kryschaniwskyj schuf eine Reihe von Werken zur Literaturtheorie und Literaturgeschichte sowie über die Arbeit der ukrainischen Autoren, übersetzte Werke von Alexander Puschkin, Maxim Gorki, Janka Kupala, Nikolai Nekrassow und Wladimir Majakowski ins Ukrainische, war Verfasser mehrerer Gedichtsammlungen sowie einer der Autoren der zweibändigen „Geschichte der ukrainischen Literatur“ (1954–1957). Kryschaniwskyj schrieb die Erinnerungen an die Autoren der „hingerichteten Wiedergeburt“ Majk Johansen und Walerjan Polischtschuk. Einige seiner Gedichte wurden von Komponisten wie Platon Majboroda und Pylyp Kosyzkyj vertont.
Stepan Kryschaniwskyj war der Vater des Schriftstellers, Humoristen und Satirikers Andrij Kryschaniwskyj (Андрій Степанович Крижанівський; 1936–1989). Er starb 91-jährig in Kiew und wurde dort auf dem Baikowe-Friedhof bestattet. Seine Memoiren wurden 2002 veröffentlicht.

## Ehrungen
- Orden des Roten Sterns